# Relish (musikalbum)
Relish är ett musikalbum av Joan Osborne, utgivet 21 mars 1995 på Blue Gorilla Records/Mercury Records. Det är Joan Osbornes andra album och blev en stor framgång för henne, både kritiker- och försäljningsmässigt. Låten "One of Us" är den största hitlåten från albumet.

## Låtlista
Alla sånger är skrivna av Joan Osborne, Eric Bazilian, Rob Hyman och Rick Chertoff om inget annat noterat.
1. "St. Teresa" – 5:20
2. "Man in the Long Black Coat" (Bob Dylan) – 4:49
3. "Right Hand Man" (Osborne, Bazilian, Hyman, Chertoff, Don Van Vliet) – 4:57
4. "Pensacola" – 4:32
5. "Dracula Moon" – 6:32
6. "One of Us",  (Bazilian) – 5:21
7. "Ladder" – 4:11
8. "Spider Web" (Osborne, Chertoff, Gary Lucas, Sammy Merendino, Chris Palmaro) – 5:34
9. "Let's Just Get Naked" (Osborne, Bazalian) – 5:08
10. "Help Me" (Sonny Boy Williamson I, Ralph Bass) – 5:14
11. "Crazy Baby" (Osborne) – 6:31
12. "Lumina" (Osborne, Bazalian) – 3:08